# Vol American Airlines 1420
Le vol American Airlines 1420 était un vol régulier entre l'aéroport international de Dallas-Fort Worth, au Texas, et l'aéroport Clinton de Little Rock, dans l'Arkansas. Le 1er juin 1999, le McDonnell Douglas MD-82 qui assurait ce vol s'est écrasé lors de l'atterrissage, par un temps orageux et des vents violents. Lors de l'accident, l'avion sort de la piste en percutant un ponton. Neuf des 145 passagers et membres d'équipage à bord ont été tuées sur le coup (le commandant de bord et huit passagers) ; deux autres passagers sont décédés à l'hôpital dans les semaines qui ont suivi.

## Contexte

### Avion

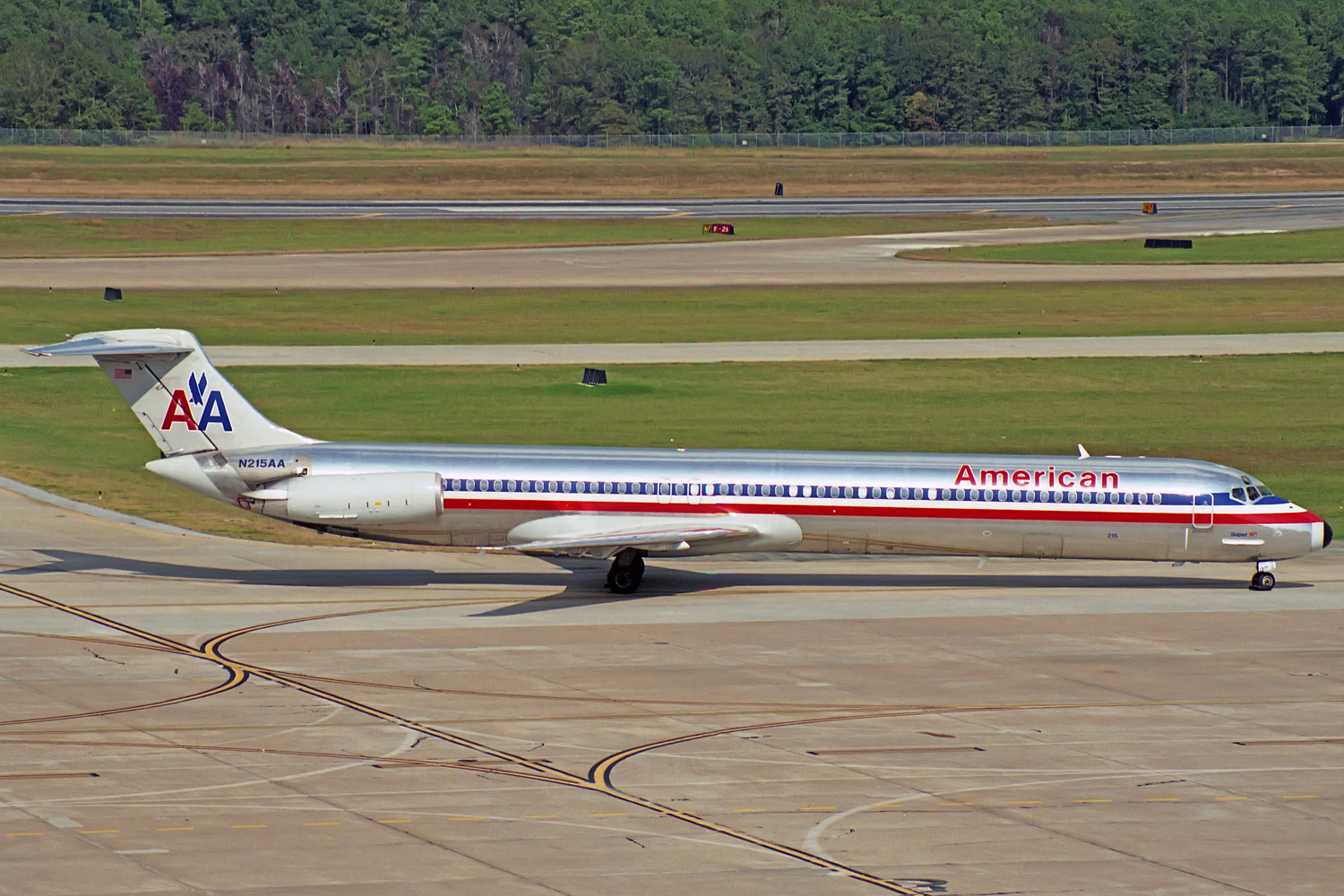
Le MD-82 d'American Airlines impliqué (N215AA), ici à l'aéroport intercontinental George-Bush de Houston un an avant l'accident.

L'aéronef impliqué est un McDonnell Douglas MD-82 immatriculé N215AA, un modèle d'avion de ligne court-moyen-courrier, propulsé par deux turboréacteurs à double flux Pratt & Whitney JT8D-217C, dérivé du Douglas DC-9 et faisant partie de la série MD-80, conçu par McDonnell Douglas. Il a été livré neuf à American Airlines en 1983 et a été exploité en continu par la compagnie aérienne depuis, accumulant un total de 49 136 heures de vol.
Cet appareil était équipé d'un radar météorologique à bande X, dont les signaux sont susceptibles d'être atténués, en cas de fortes précipitations, et qui ne disposait pas d'une alerte d'atténuation pour avertir l'équipage d'une défaillance du système lors de fortes pluies. Ce système avait également été conçu en étant orientée vers l'avant, ce qui n'offrait aux pilotes qu'une couverture radar limité devant l'avion.

### Équipage
Le vol 1420 est assuré par le commandant de bord Richard Buschmann (48 ans), un pilote expérimenté avec 10 234 heures de vol, dont près de la moitié aux commandes d'un MD-80. Il est diplômé de l' Académie de l'Armée de l'Air des États-Unis en 1972 et a servi dans l'US Air Force jusqu'en 1979. Il a occupé le grade de lieutenant-colonel au sein de l'Air Force Reserve Command et a été embauché par American Airlines en juillet 1979. Expérimenté en tant que pilote sur Boeing 727 au sein de la compagnie aérienne, il est passé au pilotage sur MD-80 en 1991.
Le copilote est Michael Origel (35 ans). Il travaille pour American Airlines depuis moins d'un an au moment de l'accident, et ne compte que 182 heures de vol en tant que pilote sur MD-80. Cependant, il a suivi une formation de pilote auprès de l'US Navy et possède une expérience préalable sur les vols commerciaux, en tant que pilote privé, avec un total de 4 292 heures de vol. 
On compte également quatre agents de bord, tous qualifiés sur MD-80, et ayant récemment reçu une formation sur les procédures d'urgence.

## Accident
La nuit de l'accident, le vol 1420, à destination de Little Rock (environ 500 km de Dallas), a environ 2 heures de retard et le commandant doit prendre une décision importante. En effet, la météo se dégrade et la situation peut devenir dangereuse. Finalement, après avoir fait le point avec l'équipe au sol d'American Airlines, l'embarquement est organisé en vitesse pour que l'avion devance les orages - théoriquement, c'est possible.
Avant de commencer l'approche sur Little Rock, les pilotes commencent à craindre de plus en plus les orages. Ceux-ci se trouvent à leur droite et à leur gauche, donc pas devant eux, mais sont en train de se resserrer. Il faut faire vite. La situation est d'ailleurs très bien imagée par le copilote qui compare la piste à une piste de bowling : il va falloir bien viser et vite. Les deux pilotes sont alors informés de la présence de rafales de vent de 80 km/h, et de surcroît ce vent arrive de travers par rapport à la piste. Les pilotes décident alors d'effectuer l'approche à vue, et non en ILS. 

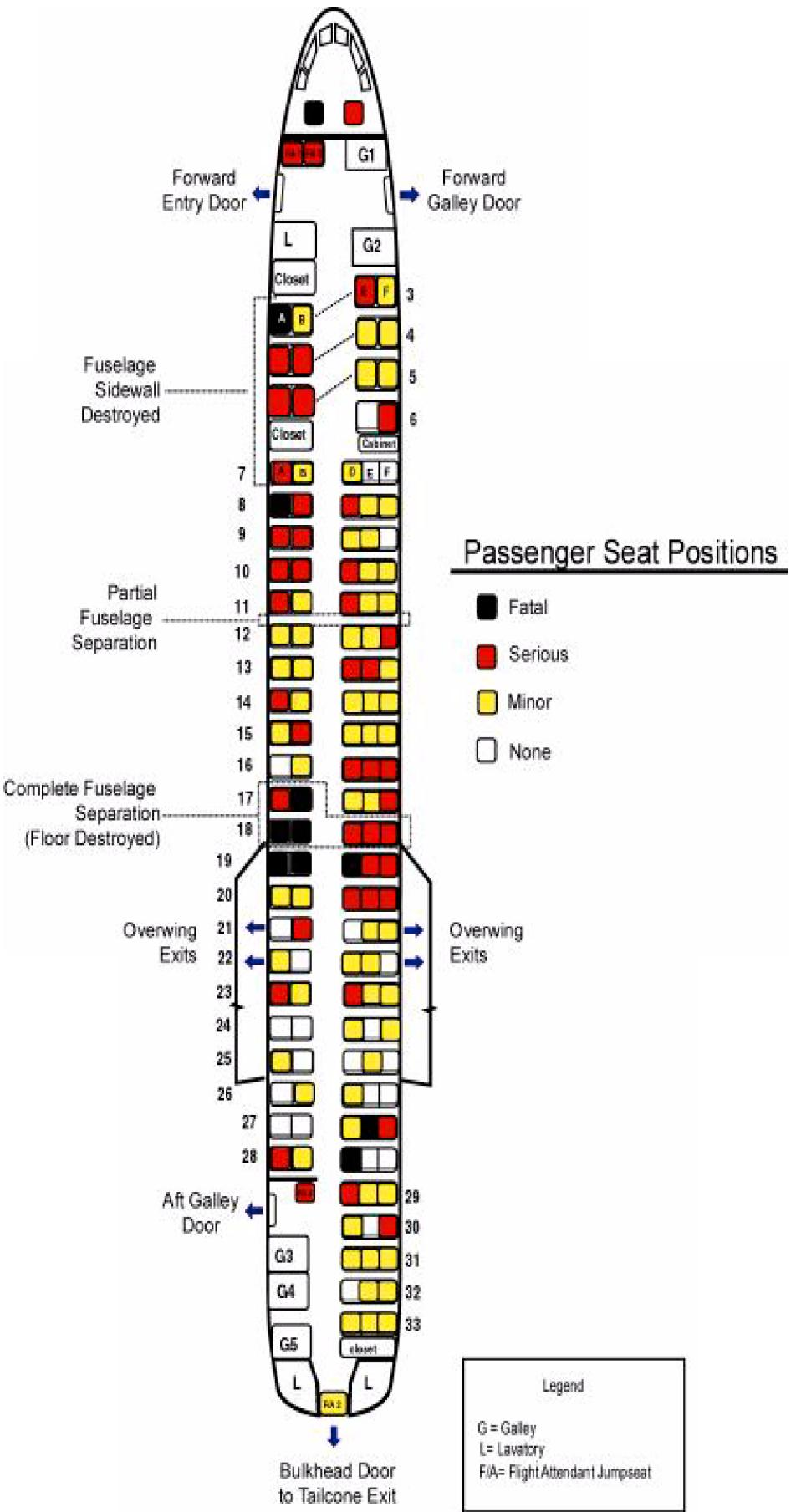
Schéma représentant l'emplacement des passagers à l'intérieur de la cabine.
Morts
Blessures graves
Blessures légères
Indemnes

Soudain, le vent change brusquement de direction et souffle derrière l'avion - en clair, ils vont devoir ralentir davantage l'avion et freiner plus longtemps. La situation ne plaît guère au commandant, qui demande à se poser face au vent, c'est-à-dire dans le sens contraire de celui initialement prévu. Malheureusement, le radar météo ne couvre pas la zone dans laquelle le MD-82 doit manœuvrer et les orages s'intensifient davantage. L'atterrissage est proche, mais le commandant, ne voyant pas la piste, se résout à passer en ILS. En approche finale, le vol 1420 fonce au cœur de l'orage. Il sort son train d'atterrissage et reçoit l'autorisation d'atterrir.
Les roues touchent la piste durement, et l'avion n'arrive pas à freiner à cause de la piste détrempée. Les traces de freinage prouvent d’ailleurs la perte de contrôle de l'appareil sur la piste. L'avion s'arrête finalement après avoir franchi un terre-plein de 7 mètres et embouti une passerelle métallique, construite pour soutenir les feux d'approche de la piste 22L, sur les rives de l'Arkansas. La collision avec cette structure robuste a écrasé le nez de l'avion et détruit le côté gauche du fuselage, depuis le poste de pilotage jusqu'aux deux premières rangées de sièges de la classe économique. L'impact a ensuite brisé l'appareil en deux grandes sections, qui se sont finalement immobilisées avant la berge. 
Le commandant Buschmann et 8 des 139 passagers de l'avion ont été tués sur le coup lors de l'accident. Deux autres passagers sont décédés à l'hôpital dans les semaines qui ont suivi. Le copilote Origel, trois des quatre agents de bord et 41 passagers ont subi des blessures graves, l'agent de bord restant et 64 passagers ont subi des blessures mineures et 24 autres passagers s'en sont sorti indemne.

## Enquête
Le Conseil national de la sécurité des transports (NTSB), qui a mené l'enquête sur cet accident, a effectué des tests approfondis pour déterminer si les systèmes d'aérofrein et de freinage automatiques avaient été armés par les pilotes avant l'atterrissage.
L'enregistreur phonique (CVR) a été examiné et aucun son compatible avec l'armement ou le déploiement automatique des aérofreins n'a été enregistré par le CVR. Le NTSB a effectué deux vols d'essai avec d'autres MD-80, qui ont confirmé que l'armement manuel des aérofreins créait un bruit de « clic » audible (distinct des bruits produits par le déploiement automatique de ce système) qui pouvait être clairement entendu sur le CVR. Le NTSB a également effectué des essais au sol sur des avions similaires, y compris sur un autre MD-80 d'American Airlines, pour lequel le système de déploiement automatique des aérofreins ne s'est pas activé lors d'une sortie de piste à Palm Springs, en Californie, mais n'a pas entraîné la destruction de l'avion.
Après le crash du vol 1420 et l'incident de Palm Springs, American Airlines a révisé sa liste de vérification afin que ses pilotes confirment que les aérofreins sont armés pour un déploiement automatique avant l'atterrissage, avant de confirmer leurs déploiements et de déployer les aérofreins manuellement s'ils n'ont pas réussi à se déployer automatiquement.
L'enquête du NTSB s'est également concentrée sur le comportement des pilotes par mauvais temps, afin de déterminer l'impact que les orages ont pu avoir sur le processus de prise de décision des pilotes durant l'approche vers l'aéroport Clinton de Little Rock.
Des experts du Massachusetts Institute of Technology ont mené une étude visant à enregistrer le comportement des pilotes atterrissant à l'aéroport international de Dallas-Fort Worth. Cette étude visait à déterminer si les pilotes étaient disposés à atterrir sous un orage. Sur un total de 1 952 orages rencontrés, 1 310 pilotes (67 %) ont volé à travers des orages lors de tentatives d'atterrissage.  L'étude a également révélé que les pilotes faisaient preuve d'une plus grande imprudence s'ils prenaient du retard, s'ils tentaient d'atterrir de nuit et si les avions devant eux atterrissaient avec succès dans des conditions météorologiques similaires.
Le rapport du NTSB a également cité la fatigue comme facteur contributif. Le commandant Buschmann était resté éveillé pendant 16 heures ce jour-là ; les recherches indiquent qu'après avoir été éveillés pendant plus de 13 heures, les pilotes font beaucoup plus d'erreurs. L'accident s'est produit plusieurs heures après l'heure habituelle de coucher des deux pilotes. Le copilote Origel a déclaré se sentir fatigué cette nuit-là, et un bâillement a été entendu sur l'enregistrement du CVR. Le rapport a déclaré que les personnes privées de sommeil sont susceptibles d'essayer la même méthode de résolution de problèmes à plusieurs reprises sans tenir compte des différentes alternatives.

### Rapport final
Le 23 octobre 2001, le NTSB rend son rapport final, indiquant que les causes principales de l'accident du vol 1420 sont le fait que l'équipage n'a pas interrompu l'approche, alors que les mauvaises conditions climatiques (rafales de vent et fortes pluies) dans la zone de l'aéroport ne leur permettait pas de l'effectuer en toute sécurité, et le fait que l'équipage n'a pas veillé à ce que les aérofreins soient sortis après l'atterrissage.
Les facteurs contributifs à cet accident sont les performances réduites de l'équipage résultant de la fatigue et du stress associé à l'intention d'atterrir dans de telles circonstances et la poursuite de l'approche en vue d'un atterrissage alors que la composante maximale de vent de travers autorisé par la compagnie a été dépassée.

## Conséquences
En 2004, une cérémonie commémorative a eu lieu à proximité de l'aéroport, en hommage aux victimes de l'accident.
Par la suite, American Airlines dessert toujours Little Rock depuis l'aéroport international de Dallas-Fort Worth, mais l'appareil utilisé est principalement un Embraer 175. Cette ligne est majoritairement exploitée par Envoy Air, alors filiale à 100 % d'American Airlines.

## Médias
L'accident a fait l'objet d'un épisode dans la série télé Air Crash nommé « Rafale fatale » (saison 1 - épisode 2).